# 満願寺 (福島市)
満願寺（まんがんじ）は、福島県福島市にある臨済宗妙心寺派の寺院。

## 歴史
811年（弘仁2年）に開山された。山中植久が虚空蔵菩薩を安置したのが当寺の起源という。以降、「黒岩虚空蔵尊」として知られるようになった。
その後、江戸時代初期に中興された。近隣の福島藩や米沢藩の庇護を受けている。
なお当寺には、13歳になると虚空蔵尊に詣でる「十三詣り」の慣習がある。

## 交通アクセス
- 南福島駅より徒歩18分。